# 후작
후작(侯爵, 영어: marquess)은 귀족의 작위 중 하나로 오등작 중 2위의 지위이다. 또한 영지를 받은 귀족을 총칭하는 단어인 제후의 어원도 후작이다. 후작이 다스리는 나라는 후국이라 하며, 역시 모든 귀족들이 다스리는 영지 및 국가를 총칭하여 제후국이라고 한다.

## 동양
주로 중국에서 봉작된 경우가 많은 작위로 진나라 이전까지 존재한 군국제의 특성상 방백의 지위를 누렸던 작위이다.

### 중국
중국에서는 동주 시대 이래로 주나라 건국 공신인 여상이 봉작된 제와 주무왕의 동생인 주공이 분봉받은 노(주공은 공의 작위를 받았으나, 그 후손은 후의 작위를 받았다) 등이 후작 작위를 갖고 있으며, 주왕실과 같은 정나라를 예외로 한 동성제후만이 봉작되었다. 또한 제후가 아니라면 주나라 왕실에서 일함으로써 받을 수도 있었는데, 이 경우에는 경사로써 일하는 인물이여야만 후작위에 오를 정도로 매우 높은 직책이었다. 이후 전한 때에 이르려 왕작의 도입으로 거의 유명무실해졌으며, 후한 시대 때 후작 지위를 확대 현후, 향후, 정후로 구분지었고, 후기에 들어서 허봉이 되었다. 이후 여진족이 건국했던 청나라가 신해혁명으로 1912년에 몰락할 때까지 유지되었던 봉건 제도하의 5등작 중에서 제2위의 작위명이다.

### 일본
일본에서 존재했던 화족 제도의 5등작에서 제2위에 해당되는 지위이다. 후작의 하위에는 백작이 존재한다. 수여 기준으로 교토 조정의 청화가, 도쿠가와 고산케, 및 15만석 이상의 다이묘, 류큐 왕가, 기타 국가에 훈공 있는 자(사이고 주도, 이노우에 가오루, 노즈 미치츠라, 고무라 주타로, 사사키 다카유키, 오쿠마 시게노부, 도고 헤이하치로 등)이며 다른 작위들과 마찬가지로 일본이 태평양 전쟁에서 패한 후 미군정이 실시된 뒤인 1947년에 폐지되었다.

### 한국
고려 때의 후작은 오등작 중 두번째 작위로, 천자의 종실 제후는 부여후, 조선후와 같이 주로 국명과 함께 oo후로, 이성제군은 낙랑군개국후(김부식), 천수현개국후(강감찬)와 같이 지명과 함께 oo군후, oo현후 등으로 봉해졌다. 이 후 몽골 간섭기에 황제국 제도가 격하되어 봉작제가 폐지되었고 후작 역시 사라졌는데 조선조에 들어와서 태조 이성계의 부마 심종이 청원후(靑原侯)에 봉해지는 등 종친과 부마를 후작에 봉하기도 하였으나 태종 때 원래대로 복귀되었다. 종친과 부마(왕의 사위), 조선의 부원군 중에서도 국구(왕의 장인)가 후작에 해당된다. 한일병합 이후 일제가 내린 조선귀족 중 후작은 총 7명이었다. 이 중 왕족 및 왕가의 인척이 아닌 이로는 박영효가 유일했으나 그 역시 철종의 딸인 영혜옹주와 결혼한 관계로 결론적으로 보면 왕가쪽 사람이다.

## 서양
서양에서 후작은 본래 변경 영지를 소유하고 있는 귀족을 지칭하는 것으로, 본래는 8세기 이후의 서유럽에서 카롤링거 왕조의 후작은 국경을 수비하는 임무를 지닌 왕실 관리였다. 이들은 백작은 하나 이상의 영지를 소유할 수 없다는 규정에서 제외되어 그 지위가 공작에 못지 않았다. '변경공'(Markherzog)이라는 칭호가 '변경백'(Markgraf)을 대신해 쓰이기도 했다. 그러나 국경의 조건과 국경 자체가 변화함에 따라 옛 경계지역의 중요성이 상당히 감소했다.

### 프랑스
중세 초기 대봉건영주의 권력이 왕권을 침식하면서 후작의 지위는 사실상 대공작령(領)에서 사라지게 되었다. 후에 소규모 봉토가 병합되면서 강력한 영주권을 지닌 소수의 백작들이 후작의 칭호를 사용하기 시작했다. 그러나 때로는 공작보다 낮은 후작의 지위는 백작과 작위의 구분이 모호해져 때로 백작이 더 높이 평가되거나 백작의 봉토가 후작의 봉토보다 클 때도 있었으나, 왕실의 특권을 받은 후작은 백작보다 우월했다. 이러한 모호함으로 인해 17, 18세기에는 작위를 사칭하는 일이 빈번해져 후작의 지위는 오히려 불명예를 야기했다. 프랑스 대혁명 이후 나폴레옹 1세가 후작위를 폐지했으나 루이 18세가 복위 후에 이를 부활시키고 공작과 백작 사이의 지위를 부여했다.

### 영국
영국에서 후기 라틴어인 'marchiones'는 웨일스 국경의 제후를 지칭했다. 그러나 이 말은 다른 백작보다 높은 지위를 의미하지 않고 단지 국경 근처에 영지가 있다는 의미만을 포함되어 있었다. 초기의 후작령이 소멸되거나 공작령으로 격상됨에 따라 1551년에 설립된 윈체스터 후작령이 현재 영국에서 가장 오래된 후작령이 되었다.

### 스페인
프랑크의 서로마 제국이 분열된 후 원래의 카롤링거가의 잔여지는 바르셀로나 공작령에 병합되었다. 최초의 카스티야 후작령은 아라곤의 돈 알론소를 위해 만들어진 발렌시아 경계의 비예나이다. 1445년 아라곤 왕국의 왕인 후안 2세로부터 이 후작령을 받은 파체코가의 계승자들은 나중에 에스칼로나 공이 되었다. 비예나의 뒤를 이어 산티야나가 후작령이 되었다.

### 이탈리아
카롤링거 왕조의 국경선이 크게 분열및 변경된 뒤에도 이탈리아의 국경지역은 중요한 지역 단위로 잔존했다. 그러나 14세기경 남작들이 자신들의 영지를 후작 영지로 칭하기 시작한 뒤로 후작위는 프랑스의 경우와 마찬가지로 그 지위가 불분명해졌다.

## 같이 보기
- 퓌르스트
- 공작
- 백작
- 자작
- 남작
- 준남작